# Nam Hải (công ty)
Công ty TNHH Nghệ Thuật Nam Hải (hay Nam Hải Art) là công ty thiết kế đồ họa, vẽ phối cảnh 2D, model và texture 3D có trụ sở chính tại quận Tân Bình, Thành phố Hồ Chí Minh, Việt Nam. Công ty là đơn vị tham gia đồng sản xuất cho một số bộ anime nổi tiếng như Đứa con của thời tiết, Attack on Titan, Assassination Classroom (mùa 2), Date A Live (mùa 1, 2, 4), Khi ve sầu khóc (remake), Tokyo Revengers, Đảo Hải Tặc, Thám tử lừng danh Conan..., BanG Dream! (TV 2, TV 3), DARLING in the FRANXX,...

## Giới thiệu
Trong quá trình sản xuất các bộ phim hoạt hình Nhật Bản (anime), các xưởng phim sản xuất chính sẽ không tham gia hoàn toàn trong các khâu mà công việc sản xuất sẽ thường được chia nhỏ cho các đơn vị khác bên thứ 3 khác để thực hiện (bao gồm vẽ phối cảnh 2D, 3D). Việc chia sẻ các công việc sang các xưởng phim bên thứ 3 bao gồm cả chia sẻ cho các xưởng phim (công ty) bên ngoài Nhật Bản là không hiếm. Anime đi đầu trào lưu này là Astro Boy của đạo diễn Tezuka Osamu được sản xuất đầu thập niên 1960. Tại Việt Nam, Nam Hải Art là một trong số những công ty trong lĩnh vực này.

## Một số tác phẩm nổi bật
Dưới đây là một số tác phẩm nổi bật do Nam Hải Art thực hiện. Danh sách được tham khảo từ Anime News Network và AniDB. Xin lưu ý rằng danh sách này có thể không được cập nhật thường xuyên và đã lỗi thời.

##### Background Art
- Accel World: Infinite Burst (phim điện ảnh)
- ACTORS: Songs Connection
- BanG Dream! (mùa 2)
- Brotherhood: Final Fantasy XV (ONA)
- Thám tử lừng danh Conan: Bản tình ca màu đỏ thẫm (phim điện ảnh thứ 21)
- Thám tử lừng danh Conan: Cú đấm Sapphire xanh (phim điện ảnh thứ 23)
- Doraemon: Nobita và những hiệp sĩ không gian
- Fruits Basket (Mùa 2 tập 5)
- Gamers! (tập 12)
- Goblin Slayer (tập 1 - 4, tập 12)
- Golden Time (tập 1)
- Love Live! School idol project (mùa 2)
- Let's Make a Mug Too (nhạc OP / ED, tập 1 - 12)
- Non Non Biyori (OAV, mùa 2, mùa 3)
- Saekano: How to Raise a Boring Girlfriend Flat
- Khát khao cặn bã (tập 5, tập 7 - 12)
- Tokyo Ghoul (tập 5, 6; Tokyo Ghoul √A (tập 7))
- Tokyo Ghoul:re (tập 1 - 7)
- Uma Musume Pretty Derby (OP)

##### Backgrounds
- Assassination Classroom (mùa 2)
- Bakugan Battle Planet
- Black Clover
- Btooom!
- Citrus
- Chào mừng đến với lớp học đề cao thực lực
- Date A Live (mùa 2)
- DARLING in the FRANXX (ED 1; tập 1 - 11, tập 13 - 24)
- Golden Kamuy (tập 8)
- Is the order a rabbit?? (tập 1, 2)
- Is the order a rabbit?? Dear My Sister (tập đặc biệt)
- Love Live! The School Idol Movie

##### Background Art Assistance
- A3! Season Spring & Summer (tập 1, 2, 6, 7, 9)
- Chaos;Child (tập 0 - 12)
- Chaos;Child Silent Sky (phim điện ảnh)
- Doraemon: Nobita và những bạn khủng long mới
- Eiga Crayon Shin-chan: Ora no Hikkoshi Monogatari ~Saboten Daishūgeki (phim điện ảnh thứ 23)
- Given (phim truyền hình và phim điện ảnh)
- Golden Time (tập 2, 21, 22)
- Lapis Re:LiGHTs (tập 2)
- Saekano the Movie finale
- Tokyo Ghoul:re (mùa 2 tập 13 - 19, 20, 21)
- Date A Live IV (tập 1)

##### Background Art Cooperation
- 22/7 (tập 1 - 12)
- Attack on Titan The Final Season (tập 60 - 75)
- Blood-C: The Last Dark (phim điện ảnh)
- (The) Case Study of Vanitas (tập 1 - 12)
- D4DJ First Mix
- Fate/Grand Order The Movie Divine Realm of the Round Table: Camelot
- Mieruko-chan (OP / ED; tập 1 - 12)
- Super Cub (tập 1 - 4)
- Uma Musume Pretty Derby (mùa 2 tập 1 - 13)
- Ya Boy Kongming! (tập 7)

##### CG (CG Modeling, CG Animation,...)
- Assassination Classroom (mùa 2) - CG Animation
- (The) Case of Hana & Alice (phim điện ảnh) - CG Animation
- Code Geass: Akito the Exiled (OAV) - CG Assistance
- Hanebad! - CG Rendering (tập 7 - 13)
- Idoly Pride - CG Modeling
- Ingress - CG Studio
- Rampo Kitan: Game of Laplace - CG Animation
- Rumble Garanndoll - CG Modeling
- Terraformars - CG Animation